# Berzocana
Berzocana – gmina w Hiszpanii, w prowincji Cáceres, w Estramadurze, o powierzchni 133,59 km². W 2011 roku gmina liczyła 493 mieszkańców.